# Rio Filioara
O Rio Filioara é um rio da Romênia, afluente do Agapia, localizado no distrito de Neamţ.